# Bernard Waldman
Pour les articles homonymes, voir Waldman.
Bernard Waldman est un physicien américain, né le 12 octobre 1913 à New York et mort le 1er novembre 1986 à Sanford.
Pendant la Seconde Guerre mondiale, il avait été chargé de faire les prises de vue du bombardement atomique d'Hiroshima depuis le Necessary Evil.